# Tuljapur
Tuljapur (Marathi: तुळजापूर) ist eine Stadt (municipal council) mit etwa 35.000 Einwohnern im Distrikt Osmanabad im indischen Bundesstaat Maharashtra.

## Lage
Tuljapur liegt in der Marathwada-Region auf dem Dekkan-Plateau in einer Höhe von ca. 640 m. Nächstgrößere Stadt ist Solapur (ca. 47 km Fahrtstrecke südwestlich); die Millionenstadt Hyderabad liegt ca. 350 km südöstlich. Das Klima ist subtropisch warm; Regen fällt nahezu ausschließlich während der sommerlichen Monsunzeit.

## Bevölkerung
Offizielle Bevölkerungsstatistiken werden erst seit 1991 geführt und regelmäßig veröffentlicht. Der Bevölkerungszuwachs der letzten Jahrzehnte ist im Wesentlichen auf die anhaltende Zuwanderung von Familien aus dem Umland zurückzuführen.
| Jahr      | 1991   | 2001   | 2011   |
| Einwohner | 23.012 | 31.706 | 34.011 |

Gut 90 % der Einwohner sind Hindus, ca. 7,5 % sind Moslems und gut 1 % sind Buddhisten; andere Religionen wie Jains, Christen, Sikhs etc. bilden zahlenmäßig kleine Minderheiten. Der männliche Bevölkerungsanteil ist um ca. 7 % höher als der weibliche.

## Wirtschaft
Die Landwirtschaft bildet die Lebensgrundlage der Region; im Ort selbst haben sich Händler, Handwerker und Dienstleister aller Art angesiedelt.

## Geschichte
Über die mittelalterliche Geschichte des Ortes und der gesamten Region ist nur wenig bekannt; wahrscheinlich herrschte hier die in Daulatabad ansässige Yadava- oder Seuna-Dynastie. Im 13. Jahrhundert übernahmen das Sultanat von Delhi, später dann das in Gulbarga und Bidar residierende Bahmani-Sultanat (bis ca. 1490) die Macht. Ab dem Jahr 1656 weitete der Mogul-Herrscher Aurangzeb in mehreren Feldzügen seine Macht auch auf den Dekkan aus. In der Phase des Niedergangs des Mogulreiches okkupierte der hiesige Statthalter Asaf Jah I., der später den Titel Nizam-ul-Mulk (Urdu :نظام‌الملک = „Ordner des Reiches“) erhielt, die Macht und begründete den Fürstenstaat Hyderabad, zu dem auch die Marathwada-Region bis zum Jahr 1956 gehörte.

## Sehenswürdigkeiten
- Wichtigstes Bauwerk der Stadt ist der Tulja-Bhavani-Tempel, der einer lokalen Abwandlung der Hindu-Göttin Durga entspricht. Nur noch wenige mittelalterliche Reste sind vorhanden; die Architektur stammt zumeist aus der Nach-Mogulzeit. Optisch beeindruckend sind das beinahe festungsartige Eingangstor sowie der mehrfach gestufte buntbemalte Shikhara-Turm über der Cella (garbhagriha).[5]
- In der Stadt verteilt stehen zahlreiche weitere Tempel.[6]